# Thanh Liên
Thanh Liên là một xã thuộc huyện Thanh Chương, tỉnh Nghệ An, Việt Nam.
Xã Thanh Liên có diện tích 16,87 km², dân số năm 1999 là 8585 người, mật độ dân số đạt 509 người/km².